# Johann Nepomuk Mießl

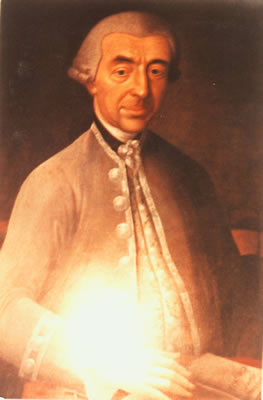
Johann Nepomuk Mießl Edler von Zeileisen

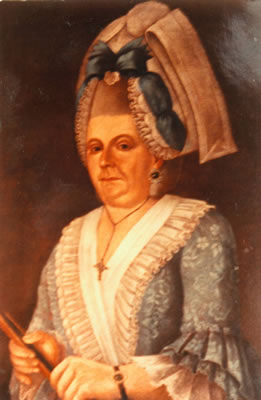
Maria Barbara Mießl von Zeileisen geb. Macasius

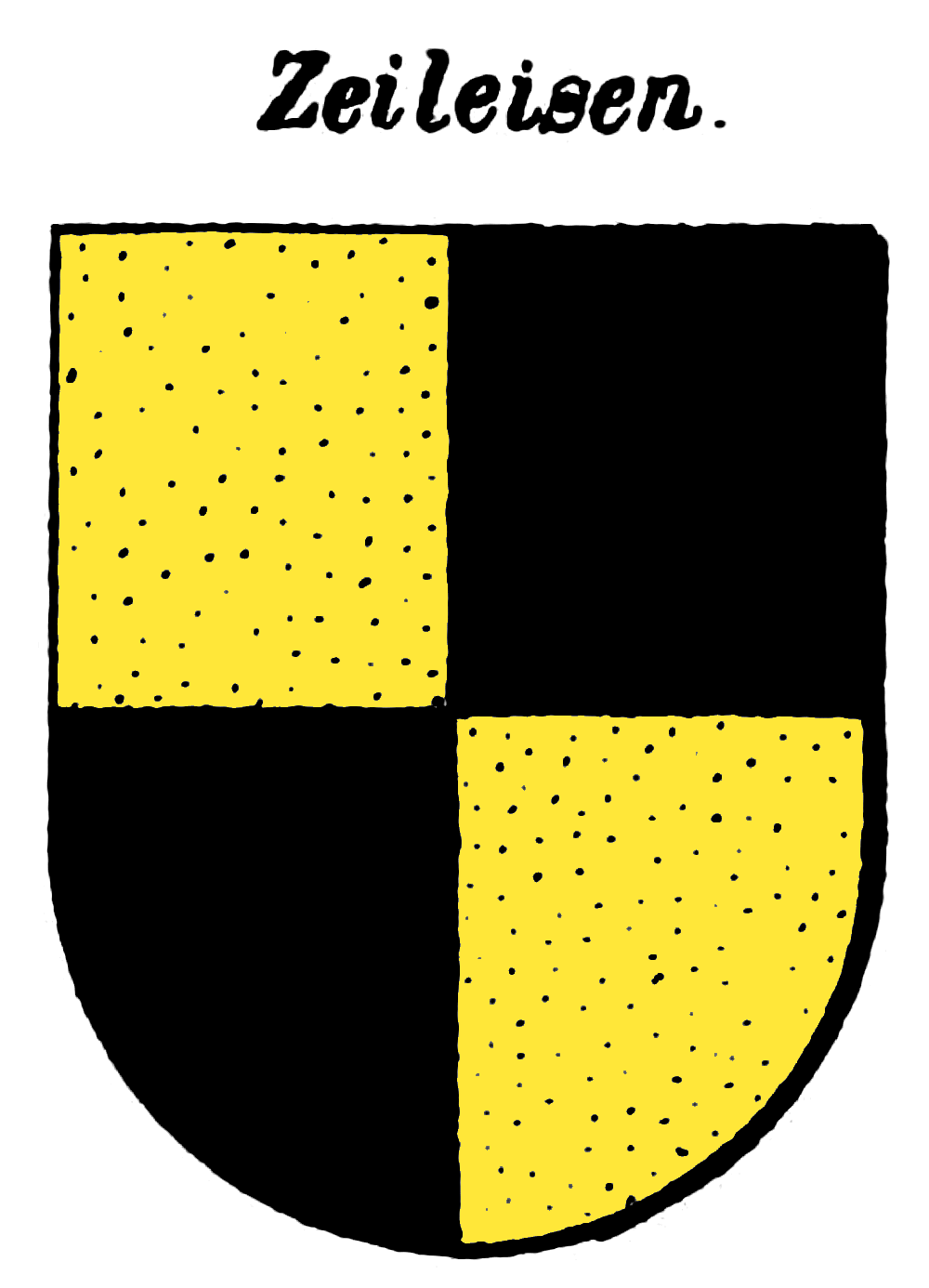
Wappen der Zeileisen

Johann Nepomuk Mießl (auch Miesl, Miessl), seit 1786 Edler von Zeileisen (getauft 13. Mai 1733 in Platten; † 30. Januar 1802 in St. Joachimsthal), war ein böhmischer Bergbeamter, Unternehmer und Heimatforscher der in den Adelsstand erhoben wurde.

## Leben

### Herkunft
Johann Nepomuk Mießl war der zweitälteste Sohn des Ratsherren und Großhändlers Johann Paul Miesl (1676–1744) und dessen zweiter Ehefrau Maria Anna, geb. Putz (1706–1766). In erster Ehe war sein Vater mit Anna Margaretha geb. Meyer, der Witwe des Forst- und Bergmeisters von Platten Johann Friedrich Hacker verheiratet. Seine älteren Brüder waren der Bürgermeister von Platten Joseph Ignaz Miesl und der Blaufarbenfabrikant Franz Anton Mießl, sein jüngerer Bruder der Amtsdirektor von Heinrichsgrün Florian Miesl. Sein Neffe war der Staatsbeamte und Bürgermeister von Wiener Neustadt Felix Mießl.

### Werdegang
Mießl bekleidete seit 1756 in St. Joachimsthal das Amt des Oberzehntners, sowie des Oberamtsverwalters, Berggerichtsbeisitzers, Bergrichters und Bergrates. Um die Ärarialkasse zu retten, ließ er den Torf in gemauerten Öfen verkohlen, wodurch die laufenden Kosten der Torfkohlen von 46 fl. auf 24 fl. gesenkt werden konnten. Nach 30-jähriger Amtszeit erhielt er am 10. Juni 1786 in Wien von Kaiser Joseph II. das Adelsdiplom verliehen. Gleichzeitig erwarb er von dem in männlicher Linie ausgestorbenen Geschlecht Zeileisen das Wappen und Prädikat Edler von Zeileisen. Ursprünglich war das Wappen 1544 dem Handelsherren Hanns Zeileisen verliehen worden, der wiederum ein Vorfahr von Mießls Ehefrau war. Auszug aus dem Oberamtsprotokoll vom 14. Juli 1786:

„Das k. Kreisamt gibt bekannt, das Seine Majestät vermöge Hofdekret vom 10. Juni 1786 dem hiesigen Oberzehentner Johann N. Miesl der Adelsstand mit dem Prädikat Edler von Zeileisen verliehen hat. Dieses Praedicat bezieht sich auf den ehemaligen hiesigen Gewerken und Nürnberger Patricier Zeileisen, von dem Miesl seine Abstammung herleitet, weshalb Miesl angewiesen wurde, sich diesfalls mit der Obrigkeit in Nürnberg in Correspondenz zu setzen.“

1787 gründete er unterhalb der Stadt, in der Nähe einer Schmelzhütte, eine Mennig- und Bleiweißfabrik. Sie war die erste dieser Art in Böhmen. Als Heimatforscher verfasste er von 1788 bis 1798 die Chronik Historische Beschreibung der freien Bergstadt St. Joachimsthal in vier Bänden. Der erste Band Vom Ursprung bis 1545 ist als Manuskript im böhmischen Landesmuseum in Prag erhalten. 1798 wurde er in den Ruhestand versetzt. Er starb 1802 im Alter von 69 Jahren an Altersschwäche. Auf dem Joachimsthaler Friedhof wurde ihm und seiner Ehefrau ein zwei Meter hohes Grabdenkmal errichtet, das als künstlerisch bedeutsam gilt. Auszug aus der Grabinschrift:

„Par Nobile Ioannes et Barbara de Zeileisen Hos pares fecit amor conjugalis Nec impares facere potuit mors fatalis Pares aetate ac infirmitate Pares patientia et pietate Vixerunt ambo rara aequilitate.“

## Familie

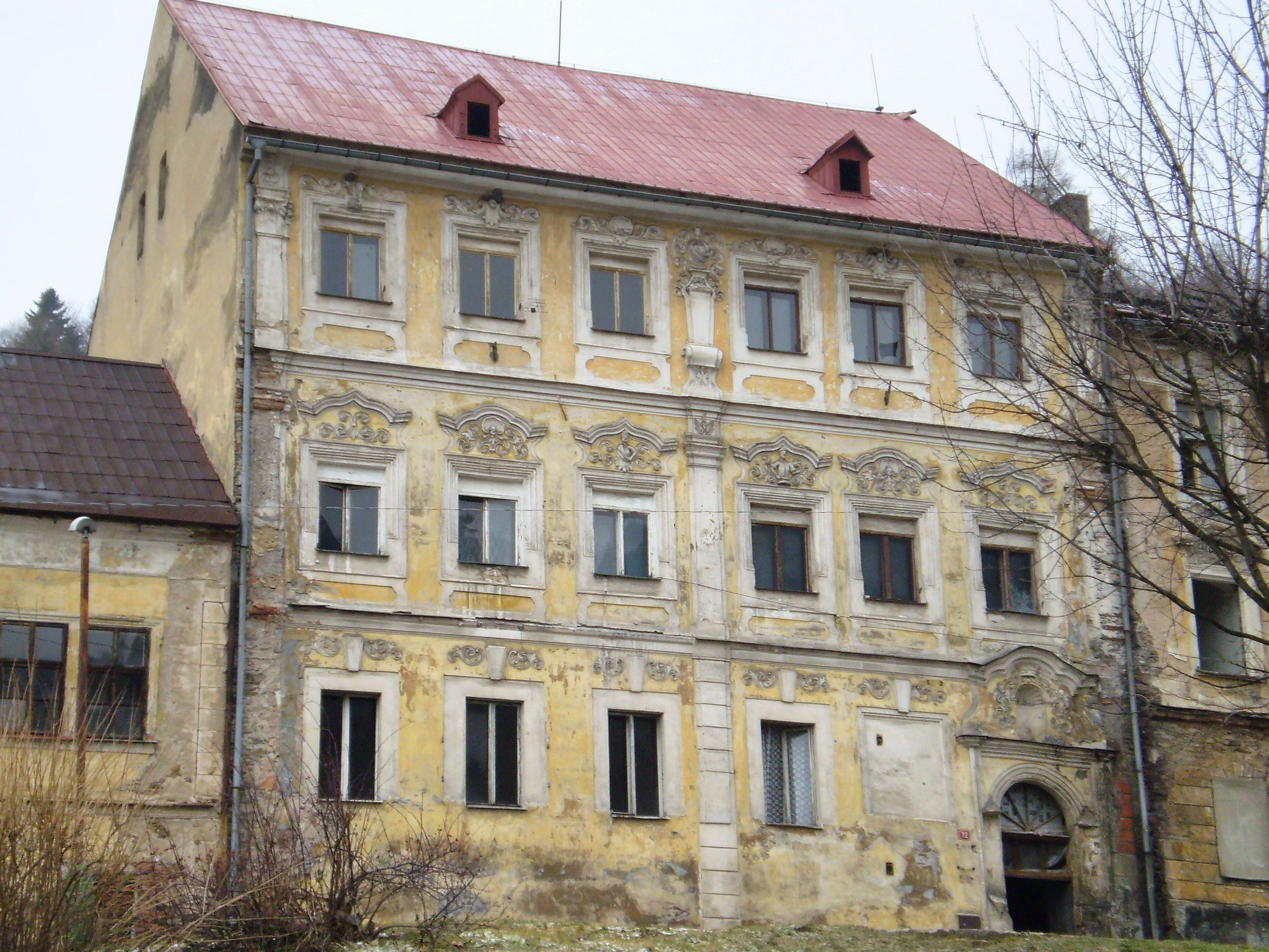
Wohn- und Verwaltungshaus des Oberzehntners in St. Joachimsthal

Johann Nepomuk Mießl heiratete am 15. Februar 1757 in St. Joachimsthal Maria Barbara Macasius (* 20. August 1732 in St. Joachimsthal; † 15. Mai 1801 ebenda). Aus der Ehe gingen unter anderem hervor:
- Maria Anna Procopia (* 1757); ⚭ 1775 in Wien Johann Franz Xaver Schöffel.
- Aloysius Joannes Nep. Ferdinandus (1759–1815), Oberbergverwalter und Bergrichter;[12] ⚭ Antonia Peithner von Lichtenfels.
- Barbara Apollonia Prisca (* 1763); ⚭ 1782 in St. Joachimsthal Kajetan Putz, Bergmeister von Abertham.
- Eva Regina Rosalia Dominica (* 1764); ⚭ Johann Alois Ungersthaler.
- Joannes Nep. Franciscus Josephus Callasantius Optatus (1768–1842), k. k. Postmeister, Fabrikbesitzer, Bürgermeister von St. Joachimsthal;[13] ⚭ 1791 in Platten Olivia Seeling.
- Josepha Antonia Theresia (* 1770); ⚭ Norbert Rombaldi Ritter von Hohenfels, Blaufarbenwerksdirektor in Schlegelmühl[14]

### Vorfahren
| Johann Nepomuk Mießl | Johann Paul Miesl (1676–1744) | Georg Müsel d. J. († 1676)         | Georg Müsel d. Ä.                |
| Johann Nepomuk Mießl | Johann Paul Miesl (1676–1744) | Georg Müsel d. J. († 1676)         | Regina Schmiedel                 |
| Johann Nepomuk Mießl | Johann Paul Miesl (1676–1744) | Magdalena Haas (1652–1721)         | Christoph Haas (1609–1679)       |
| Johann Nepomuk Mießl | Johann Paul Miesl (1676–1744) | Magdalena Haas (1652–1721)         | Elisabeth Waldhütter (1608–1692) |
| Johann Nepomuk Mießl | Maria Anna Putz (1706–1766)   | Johann Jakob Putz (1674–1757)      | Johann Putz († 1697)             |
| Johann Nepomuk Mießl | Maria Anna Putz (1706–1766)   | Johann Jakob Putz (1674–1757)      | Elisabeth Ziegner († 1705)       |
| Johann Nepomuk Mießl | Maria Anna Putz (1706–1766)   | Maria Magdalena Höffer (1683–1741) | Hans Höffer († 1690)             |
| Johann Nepomuk Mießl | Maria Anna Putz (1706–1766)   | Maria Magdalena Höffer (1683–1741) | Susanna Fritzsch († 1690)        |